# 和歌山毒咖哩事件
和歌山毒咖哩事件是指1998年7月25日，日本和歌山縣和歌山市園部地區的一場祭典中所提供的咖哩遭加入砒霜的事件。該事件共計造成67人送醫急救，其中4人不治身亡。嫌犯林真須美於2009年4月21日遭日本最高法院判處死刑。

## 案發經過
1998年7月25日晚間，食用和歌山縣和歌山市園部地區祭典所提供的咖哩的67名民眾因腹痛及嘔吐被送往醫院急救，其中3男1女（分別64歲、54歲、16歲、10歲）於急救後宣告不治。
當地衛生所最初認定為一起單純的食物中毒意外。但和歌山縣警察在嘔吐物中化驗出氰化氫成分，因而判定為氰化氫中毒，但與受害者症狀又有所不符。最後經警察廳科學警察研究所化驗後，確認含有劇毒的亞砷酸，即砒霜的主要成分。

## 逮捕及審判
1998年10月4日，一名涉嫌殺人未遂及詐領保險金的主婦林真須美遭到逮捕。她被指控在這個毒咖哩殺人事件中為了詐領保險金（林原從事保險推銷員的工作。她利用職務之便及掌握保險公司對被保險人的本人確認不完全的資訊下，在被害者不知情的情況下，將其加入保單中）。12月9日，警方在林真須美家中查獲大量亞砷酸，而林真須美當天也參與烹飪工作，因此再度遭到逮捕。
林真須美對警方及檢方的指控全盤否認，並在一審時全程行使緘默權，但和歌山地方法院一審、大阪高等法院二審均判處其死刑。2009年4月21日，日本最高法院維持一、二審原判，判處林真須美死刑定讞，成為日本二戰後第11名女性死刑犯。
由於林真須美對指控全盤否認，而法院僅僅根據在場目擊者的證詞、在被告住處搜到的證物及被告曾有毒殺他人未遂的前科而判處其死刑，在日本社會中也引起廣泛議論。

## 後續
- 由於媒體廣泛的以「遭下毒的咖哩」報導此一事件，使得許多民眾對咖哩的安全性產生疑慮，食品公司紛紛以廣告自清，料理節目也在菜單上多次保證絕對安全無虞。[來源請求]此外在事件发生期间，和歌山市当地有近90%的小学从食堂午餐菜单里面临时下架咖喱[4]。
- 林真須美的住宅於2000年2月遭縱火燒毀，原地已改建為公園。[5][6]
- 在此事件發生後，日本陸續發生多起食物和饮料遭下毒案件。[7][8]

## 另見
- 千面人
- 固力果·森永事件
- 毒蠻牛事件
- 2008年中國產冷凍餃子中毒事件

## 外部連結
- （日語）林真須美後援會
- （日語）和歌山毒咖哩事件（甲南大學刑事訴訟法教室）